# Cup of China de 2003
Cup of China de 2003 foi a primeira edição da Cup of China, um evento anual de patinação artística no gelo organizado pela Associação Chinesa de Patinação (em inglês:  Chinese Skating Association), e que fez parte do Grand Prix de 2003–04. A competição foi disputada entre os dias 6 de novembro e 9 de novembro, na cidade de Pequim, China.

## Eventos
- Individual masculino
- Individual feminino
- Duplas
- Dança no gelo

## Medalhistas
| Evento                        | Ouro                                      | Prata                                       | Bronze                                           |
| Individual masculino detalhes | Timothy Goebel · Estados Unidos           | Brian Joubert · França                      | Li Chengjiang · China                            |
| Individual feminino detalhes  | Elena Liashenko · Ucrânia                 | Yoshie Onda · Japão                         | Fumie Suguri · Japão                             |
| Duplas detalhes               | Shen Xue · Zhao Hongbo · China            | Pang Qing · Tong Jian · China               | Maria Petrova · Alexei Tikhonov · Rússia         |
| Dança no gelo detalhes        | Tatiana Navka · Roman Kostomarov · Rússia | Elena Grushina · Ruslan Goncharov · Ucrânia | Isabelle Delobel · Olivier Schoenfelder · França |

## Resultados

### Individual masculino
| Pos.              | Nome                | Nacionalidade  | Pontos | PC         | PL          |
| ----------------- | ------------------- | -------------- | ------ | ---------- | ----------- |
| Medalha de ouro   | Timothy Goebel      | Estados Unidos | 205.30 | 67.70 (2)  | 137.60 (1)  |
| Medalha de prata  | Brian Joubert       | França         | 199.84 | 65.67 (4)  | 134.17 (2)  |
| Medalha de bronze | Li Chengjiang       | China          | 196.24 | 67.30 (3)  | 128.94 (3)  |
| 4                 | Gao Song            | China          | 185.90 | 70.25 (1)  | 115.65 (8)  |
| 5                 | Emanuel Sandhu      | Canadá         | 185.23 | 59.83 (7)  | 125.40 (4)  |
| 6                 | Ilia Klimkin        | Rússia         | 183.80 | 59.60 (8)  | 124.20 (5)  |
| 7                 | Nicholas Young      | Canadá         | 178.87 | 61.47 (6)  | 117.40 (7)  |
| 8                 | Scott Smith         | Estados Unidos | 175.06 | 53.05 (10) | 122.01 (6)  |
| 9                 | Zhang Min           | China          | 173.79 | 64.94 (5)  | 108.85 (10) |
| 10                | Andrejs Vlascenko   | Alemanha       | 171.17 | 57.63 (9)  | 113.54 (9)  |
| 11                | Vincent Restencourt | França         | 130.78 | 43.05 (11) | 87.73 (11)  |

### Individual feminino
| Pos.              | Nome                    | Nacionalidade  | Pontos | PC         | PL         |
| ----------------- | ----------------------- | -------------- | ------ | ---------- | ---------- |
| Medalha de ouro   | Elena Liashenko         | Ucrânia        | 153.54 | 51.18 (7)  | 102.36 (1) |
| Medalha de prata  | Yoshie Onda             | Japão          | 148.79 | 56.48 (3)  | 92.31 (2)  |
| Medalha de bronze | Fumie Suguri            | Japão          | 143.67 | 60.28 (1)  | 83.39 (5)  |
| 4                 | Ann Patrice McDonough   | Estados Unidos | 139.97 | 57.00 (2)  | 82.97 (6)  |
| 5                 | Tatiana Basova          | Rússia         | 138.03 | 54.24 (5)  | 83.79 (4)  |
| 6                 | Amber Corwin            | Estados Unidos | 133.97 | 51.56 (6)  | 82.41 (7)  |
| 7                 | Viktoria Volchkova      | Rússia         | 132.65 | 55.70 (4)  | 76.95 (9)  |
| 8                 | Fang Dan                | China          | 126.15 | 48.68 (8)  | 77.47 (8)  |
| 9                 | Jennifer Robinson       | Canadá         | 125.96 | 41.68 (10) | 84.28 (3)  |
| 10                | Liu Yan                 | China          | 116.20 | 42.28 (9)  | 73.92 (10) |
| 11                | Anastasia Gimazetdinova | Uzbequistão    | 94.83  | 34.54 (11) | 60.29 (11) |

### Duplas
| Pos.              | Nome                                 | Nacionalidade    | Pontos | PC         | PL         |
| ----------------- | ------------------------------------ | ---------------- | ------ | ---------- | ---------- |
| Medalha de ouro   | Shen Xue / Zhao Hongbo               | China            | 189.28 | 63.46 (1)  | 125.82 (1) |
| Medalha de prata  | Pang Qing / Tong Jian                | China            | 179.70 | 60.64 (2)  | 119.06 (2) |
| Medalha de bronze | Maria Petrova / Alexei Tikhonov      | Rússia           | 165.58 | 57.92 (3)  | 107.66 (3) |
| 4                 | Dorota Zagorska / Mariusz Siudek     | Polônia          | 158.59 | 56.44 (4)  | 102.15 (4) |
| 5                 | Rena Inoue / John Baldwin Jr.        | Estados Unidos   | 147.84 | 50.10 (5)  | 97.74 (5)  |
| 6                 | Nicole Nönnig / Matthias Bleyer      | Alemanha         | 130.92 | 41.48 (8)  | 89.44 (6)  |
| 7                 | Tatiana Volosozhar / Petr Kharchenko | Ucrânia          | 129.85 | 44.30 (7)  | 85.55 (7)  |
| 8                 | Ding Yang / Ren Zongfei              | China            | 126.37 | 48.28 (6)  | 78.09 (8)  |
| 9                 | Veronika Havlíčková / Karel Štefl    | República Tcheca | 115.90 | 39.36 (9)  | 76.54 (9)  |
| 10                | Julia Beloglazova / Andrei Bekh      | Ucrânia          | 111.92 | 37.60 (10) | 74.32 (10) |

### Dança no gelo
| Pos.              | Nome                                    | Nacionalidade  | Pontos | DC         | DO         | DL         |
| ----------------- | --------------------------------------- | -------------- | ------ | ---------- | ---------- | ---------- |
| Medalha de ouro   | Tatiana Navka / Roman Kostomarov        | Rússia         | 211.36 | 41.52 (1)  | 60.38 (1)  | 109.46 (1) |
| Medalha de prata  | Elena Grushina / Ruslan Goncharov       | Ucrânia        | 194.57 | 38.23 (2)  | 56.72 (3)  | 99.62 (2)  |
| Medalha de bronze | Isabelle Delobel / Olivier Schoenfelder | França         | 187.77 | 37.39 (3)  | 57.57 (2)  | 92.81 (3)  |
| 4                 | Melissa Gregory / Denis Petukhov        | Estados Unidos | 163.10 | 32.66 (4)  | 46.96 (4)  | 83.48 (4)  |
| 5                 | Josée Piché / Pascal Denis              | Canadá         | 149.07 | 30.18 (5)  | 43.40 (5)  | 75.49 (5)  |
| 6                 | Natalia Gudina / Alexei Beletski        | Israel         | 138.41 | 29.52 (6)  | 38.28 (7)  | 70.61 (7)  |
| 7                 | Nathalie Péchalat / Fabian Bourzat      | França         | 137.14 | 28.21 (7)  | 38.29 (6)  | 70.64 (6)  |
| 8                 | Christina Beier / William Beier         | Alemanha       | 126.07 | 27.28 (8)  | 33.03 (9)  | 65.76 (8)  |
| 9                 | Yang Fang / Gao Chongbo                 | China          | 118.30 | 26.97 (9)  | 31.63 (10) | 59.70 (9)  |
| 10                | Alessia Aureli / Andrea Vaturi          | Itália         | 116.32 | 25.15 (10) | 34.15 (8)  | 57.02 (10) |
| 11                | Yu Xiaoyang / Wang Chen                 | China          | 104.38 | 22.76 (11) | 28.16 (11) | 53.46 (11) |
| 12                | Wang Jiayue / Meng Fei                  | China          | 98.43  | 22.31 (12) | 25.68 (12) | 50.44 (12) |

## Quadro de medalhas
| Ordem | País           | Medalha de ouro | Medalha de prata | Medalha de bronze |    | Ordem por total |
| ----- | -------------- | --------------- | ---------------- | ----------------- | -- | --------------- |
| 1     | China          | 1               | 1                | 1                 | 3  | 1               |
| 2     | Ucrânia        | 1               | 1                |                   | 2  | 2               |
| 3     | Rússia         | 1               |                  | 1                 | 2  | 2               |
| 4     | Estados Unidos | 1               |                  |                   | 1  | 6               |
| 5     | França         |                 | 1                | 1                 | 2  | 2               |
| 5     | Japão          |                 | 1                | 1                 | 2  | 2               |
| TOTAL | TOTAL          | 4               | 4                | 4                 | 12 | —               |